# Дойция
Дойцията (Deutzia) е род от около 60 вида цъфтящи растения от семейство Hydrangeaceae, родом от източна и централна Азия (от Хималаите на изток до Япония и Филипините), и Централна Америка, а също и Европа. Най-голямото видово разнообразие се намира в Китай, където се срещат 50 вида.
Видовете са храсти с височина от 1 – 4 m. Повечето са листопадни, но няколко субтропични вида са вечнозелени. Листата са срещуположни, прости, с назъбен ръб. Цветовете се произвеждат в метлички или щипки; те са бели при повечето видове, понякога розови или червеникави. Плодът е суха капсула, съдържаща множество малки семена. Идентифицирането на вида е много трудно, изисквайки често микроскопични детайли на листните власинки и структурата на капсулите на семената.
Дойцията е кръстена на холандския покровител на ботаниката от 18 век Йохан ван дер Дейц (Johann van der Deutz).

## Култивирани видове
| - Deutzia albida - Deutzia aspera - Deutzia baroniana - Deutzia bhutanensis - Deutzia bomiensis - Deutzia breviloba - Deutzia calycosa - Deutzia cinerascens - Deutzia compacta - Deutzia coreana - Deutzia coriacea - Deutzia corymbosa - Deutzia crassidentata - Deutzia crassifolia - Deutzia crenata – Crenate deutzia - Deutzia cymuligera - Deutzia discolor - Deutzia esquirolii - Deutzia faberi - Deutzia glabrata - Deutzia glauca - Deutzia glaucophylla - Deutzia globosa - Deutzia glomeruliflora - Deutzia gracilis – стройна дойция - Deutzia grandiflora - Deutzia heterophylla - Deutzia hookeriana - Deutzia hypoglauca | - Deutzia longifolia - Deutzia maximowicziana - Deutzia mollis - Deutzia monbeigii - Deutzia muliensis - Deutzia multiradiata - Deutzia nanchuanensis - Deutzia ningpoensis - Deutzia obtusilobata - Deutzia paniculata – Paniculate корейска дойция - Deutzia parviflora – монголска дойция - Deutzia pilosa - Deutzia pulchra - Deutzia purpurascens - Deutzia reflexa - Deutzia rehderiana - Deutzia rubens - Deutzia scabra – грапава дойция - Deutzia schneideriana - Deutzia setchuenensis - Deutzia silvestrii - Deutzia squamosa - Deutzia staminea - Deutzia subulata - Deutzia taibaiensis - Deutzia taiwanensis - Deutzia taiwanensis - Deutzia uniflora – корейска дойция - Deutzia wardiana - Deutzia yunnanensis - Deutzia zhongdianensis |

## Отглеждане и употреба
Дойциите са сравнително нови за градините: изключението D. scabra е забелязано в японските градини от Енгелберт Кемпфер (1712) и Карл Питър Тунберг (1784), но всъщност не се вижда в Европа до 1830-те; две трети от видовете, отбелязани в речникът Royal Horticultural Society е събран от дивата природа през 20 век.
Дойциите обикновено се отглеждат като декоративни растения заради техните бели и розови цветове. Много сортове и хибриди са избрани за градинска употреба, включително селекции с двойни цветове. Например Deutzia × lemoinei е хибрид на D. gracilis и D. parviflora. Следните сортове и хибриди са спечелили Наградата за градински заслуги на Кралското градинарско общество:
- Deutzia gracilis 'Nikko'[5]
- Deutzia monbeigii[6]
- Deutzia scabra ‘Candidissima’[7]
- Deutzia scabra ‘Codsall Pink’[8]
- Deutzia setchuenensis var. corymbiflora[9]
- Deutzia × elegantissima 'Rosealind'[10]
- Deutzia × hybrida ‘Contraste’[11]
- Deutzia × hybrida 'Mont Rose'[12]
- Deutzia × hybrida 'Strawberry Fields'[13]

Идентифицирането може да бъде трудно и по-специално, много от растенията в отглеждането, продавани като D. scabra, всъщност са D. crenata (Huxley 1992). Избраният хибриден бял двойник „Pride-of-Rochester“, който вече се отглежда през 1881 г., е създаден от разсадниците от Рочестър (Ню Йорк) Ellwanger and Barry.
Deutzia scabra се използва от дърводелци в Япония за полиране на дърво.

## Галерия
- Deutzia scabra
- Deutzia crenata 'Plena', сорт с двоен цвят
- Deutzia hookeriana